# 브랜던 제이 매클래런
브랜던 제이 매클래런(Brandon Jay McLaren, 1981년 7월 3일 ~ )은 캐나다의 배우이다.